# Ruggero Bovelli

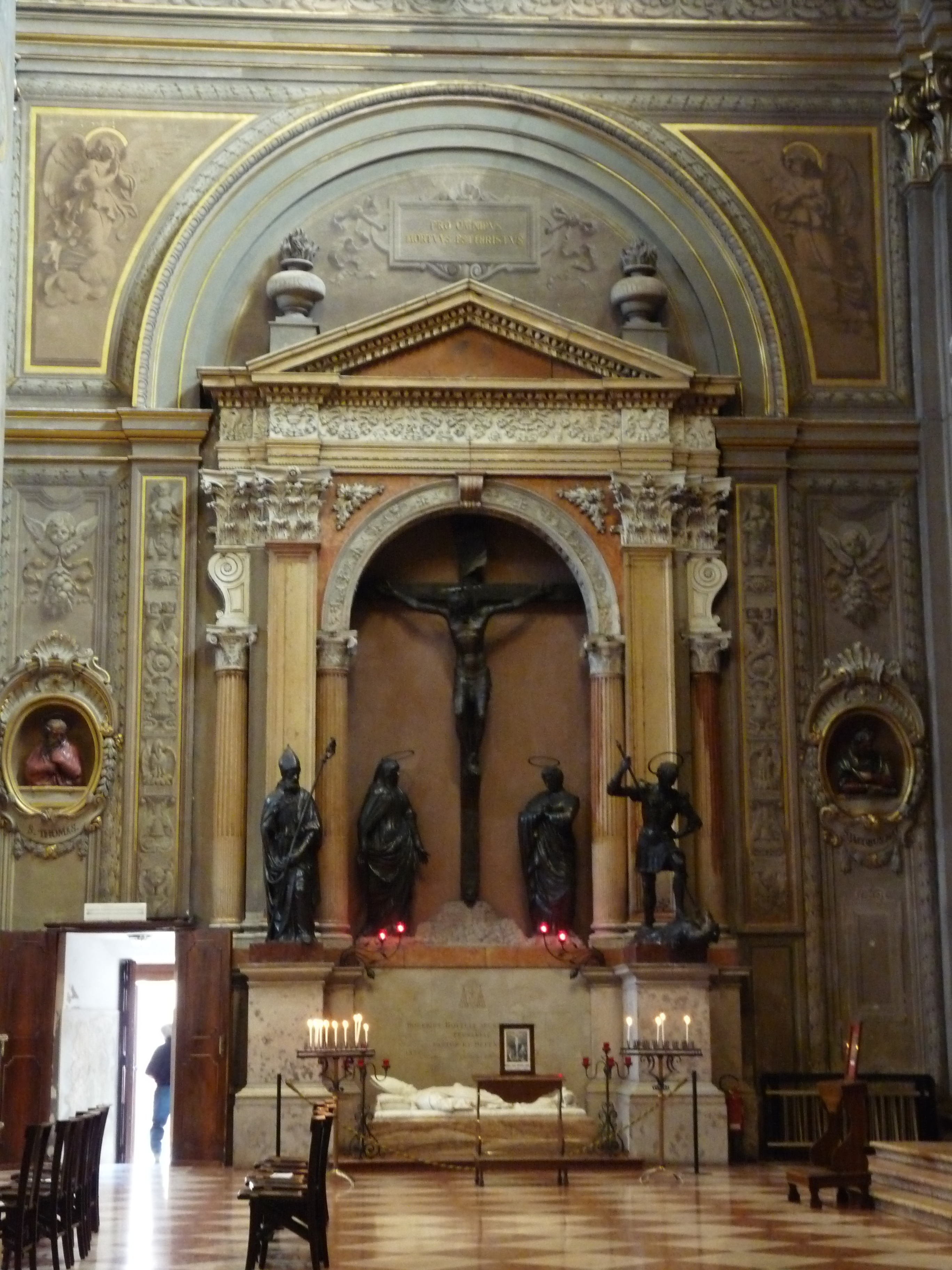
Zijn graf in de kathedraal van Ferrara (Italië)

Ruggero Bovelli (Todi, 13 januari 1875 – Ferrara, 9 juni 1954) was bisschop van Modigliana (1915-1929), bisschop van Faenza (1924-1929) en aartsbisschop van Ferrara (1929-1954).
Tijdens de Tweede Wereldoorlog was Bovelli aartsbisschop van Ferrara. Hij hielp de slachtoffers van de bombardementen door de Geallieerden. Hij smeekte de Geallieerden te stoppen met bombarderen toen de Duitsers de stad al 3 dagen verlaten hadden. Zijn brief is gedateerd 21 april 1945. Britse troepen marcheerden in Ferrara op 24 april 1945.
In 1954 werd hij begraven in de kathedraal van Ferrara, onder het altaar van de Calvarie.
- Bibliothèque nationale de France: cb14585309c (data)
- Gemeinsame Normdatei: 121091635
- International Standard Name Identifier: 0000 0000 7257 694X
- Library of Congress Control Number: n2009073844
- Istituto Centrale per il Catalogo Unico: RAVV221825
- Virtual International Authority File: 27918340
- WorldCat: E39PBJdmpQxXcWf6pFYprHbDbd